# D.J. Augustin
Darryl Jerard „D.J.” Augustin, Jr. (ur. 10 listopada 1987 w Nowym Orleanie) – amerykański profesjonalny koszykarz, występujący na pozycji rozgrywającego.
W 2006 wystąpił w meczu gwiazd amerykańskich szkół średnich - McDonald’s All-American.

## NCAA
W 2006 roku Augustin dołączył do zespołu Texas Longhorns jako jeden z aż siedmiu pierwszoroczniaków. Zagrał we wszystkich 35 meczach jako zawodnik pierwszej piątki i notował średnio 14,4 punktu i 6,7 asysty na mecz. Za swoją grę został wybrany zarówno do drugiego składu całej konferencji Big 12, jak i pierwszego składu debiutantów tej samej konferencji. Wyboru dokonywali trenerzy konferencji Big 12 i agencja Associated Press. W drugim roku poprawił swoje wyniki. Został wybrany do pierwszej piątki najlepszych graczy w całym kraju, a także oczywiście konferencji Big 12 po tym, jak został jej liderem w asystach (5,8 na mecz) i zajął drugie miejsce w punktach (19,2 na mecz). Za swoją grę otrzymał nagrodę imienia Boba Cousy'ego dla najlepszego rozgrywającego w kraju. Był także finalistą w głosowaniu na zdobywcę nagrody imienia Johna Woodena.

## NBA

### Charlotte Bobcats (2008-12)

#### 2008/09
W 2008 roku został wybrany z numerem 9 w drafcie NBA przez Charlotte Bobcats. Rozegrał w sezonie 72 mecze, głównie będąc zmiennikiem dla Raymonda Feltona, ale w 12 spotkaniach wychodził do gry w pierwszym składzie. Notował bardzo dobre średnie na poziomie 11,8 punktu, 3,5 asysty i 1,8 zbiórki na mecz, grając średnio po 26,5 minuty. Zajął wysokie szóste miejsce w całej lidze pod względem skuteczności rzutów wolnych, trafiając aż 89,0% prób. Był też dziewiąty pod względem skuteczności rzutów za 3 punkty (43,9%). Wśród debiutantów zajął pierwsze miejsce w skuteczności rzutów osobistych, drugie w skuteczności rzutów za trzy punkty, czwarte pod względem asyst, ósme punktów i dziewiąte pod względem minut. 24 listopada w meczu z Philadelphia 76ers zanotował pierwsze w karierze double-double, zdobywając 25 punktów i rozdając najlepsze w sezonie 11 asyst. Pomiędzy szóstym a dwudziestym trzecim grudnia trafił kolejne 42 rzuty osobiste, ustanawiając rekord klubu. 6 stycznia 2008, w meczu przeciwko Boston Celtics ustanowił kolejny rekord klubu, zdobywając aż 11 punktów w trakcie jednej dogrywki. Dzięki swojej dobrej grze został wybrany do drugiego składu najlepszych debiutantów.

#### 2009/10
Drugi sezon nie był już dla niego tak udany. Drużyna co prawda grała najlepiej od czasu powstania i awansowała do play-off, ale rola Augustina została mocno ograniczona. W 80 meczach tylko dwa razy wyszedł do gry w pierwszej piątce. Grał średnio po 18,3 minuty, notując w tym czasie 6,3 punktu, 2,4 asysty i 1,2 zbiórki na mecz. Spadła jego skuteczność. Trafiał 38,6% z gry i 39,3% za trzy punkty. Z linii osobistych pogorszył się aż do 77,9%, co oznaczało spadek o ponad 10 punktów procentowych. Jego najlepsze spotkanie przypadło na starcie z Orlando Magic 23 stycznia. Zdobył wtedy 22 punkty.

#### 2010/11
Przed sezonem 2010/11 drużynę opuścił Raymond Felton. Augustin przejął od niego rolę pierwszego rozgrywającego zespołu. Zagrał we wszystkich 82 spotkaniach, za każdym razem występując w pierwszej piątce. Grał średnio po 33,6 minuty na mecz, notując rekordowe w karierze 14,4 punktu, 6,1 asysty i 2,7 zbiórki na mecz. W porównaniu do poprzednich rozgrywek poprawił się w skuteczności z gry (41,5%) i rzutów osobistych (90,6%), ale kolejny raz zanotował spadek w skuteczności rzutów za 3 punkty (33,3%). Sezon skończył na czwartym miejscu w lidze pod względem skuteczności z linii osobistych, szóste we wskaźniku asyst do strat (3,21:1) i dziewiętnaste pod względem asyst. 20 stycznia 2011 w meczu z Philadelphia 76ers poprawił rekord kariery, zdobywając 31 punktów. Z kolei 10 kwietnia w spotkaniu przeciwko Detroit Pistons rozdał 14 asyst, co od tego momentu było jego najlepszym osiągnięciem w tej kategorii statystycznej.

#### 2011/12
Przed sezonem do zespołu doszedł Kemba Walker, wybrany w drafcie, co oznaczało, że Augustin będzie musiał z nim dzielić się obowiązkami rozgrywającego. Trener Paul Silas powierzył mu jednak rolę pierwszego podającego i ten był liderem zespołu pod względem asyst, notując ich 6,4 na mecz. Rzucał przy tym średnio 11,1 punktu na mecz, ale to nie przełożyło się na grę drużyny, która w skróconym przez lokaut sezonie wygrała zaledwie 7 z 66 spotkań. Znów był skuteczny na linii rzutów osobistych, trafiając 87,5% swoich prób, co dało mu ósme miejsce w NBA. 22 stycznia w meczu z New Jersey Nets doznał kontuzji palca prawej stopy i zagrał w nim tylko 8 minut. Uraz spowodował opuszczenie przez niego kolejnych 11 meczów.

### Indiana Pacers (2012-13)
Po czterech latach gry dla Bobcats, w lipcu 2012, podpisał roczny kontrakt z Indiana Pacers. W nowym zespole rozegrał 76 spotkań, w których 5 razy wychodził do gry w pierwszym składzie. W głównej mierze pełnił rolę zmiennika dla George’a Hilla. Pod względem statystycznym był to jego najgorszy sezon w karierze. Grał średnio tylko 16,1 minuty na mecz, notował w tym czasie 4,7 punktu, 1,2 zbiórki i 2,2 asysty na mecz. Trafiał przy tym najgorsze w karierze 35,0% z gry. W trakcie play-off jego rola pozostała taka sama. Zdecydowanie najbardziej przydał się zespołowi w pierwszym starciu półfinału konferencji z New York Knicks. W trakcie niespełna 13 minut gry zdobył 16 punktów, trafiając 4 z 5 rzutów za 3 punkty. To jednak nie wystarczyło do zaoferowania mu przez klubu kolejnego kontraktu.

### Toronto Raptors (2013)
22 lipca 2013, jako wolny agent, związał się kontraktem z Toronto Raptors, jednak już 9 grudnia, po 10 rozegranych meczach został przez nich zwolniony. W walce o minuty gry zdecydowanie przegrywał z najlepszym rozgrywającym zespołu, Kyle’em Lowrym, a także z niedoświadczonym Dwightem Buycksem. W tych 10 spotkaniach na parkiecie spędził łącznie tylko 82 minuty. Jego skuteczność z gry była fatalna, na poziomie zaledwie 29,2%, za trzy punkty trafił tylko 1 z 11 prób, co dało mu skuteczność 9,1%.

### Chicago Bulls (2013-14)
13 grudnia 2013 podpisał kontrakt z Chicago Bulls. Pierwsze dwa mecze w nowych barwach nie napawały optymizmem. Zdobył w nich łącznie 5 punktów, trafiając tylko 1 z 10 rzutów z gry. Przełamanie przyszło w meczu numer 3, przeciwko Orlando Magic, w którym znów nie zachwycił skutecznością (5/15), ale jego 14 punktów i aż 8 asyst pozwoliły mu na zdobycie zaufania trenera, Toma Thibodeau. W kolejnych trzech spotkaniach, w obliczu kontuzji Kirka Hinricha, grał w pierwszej piątce. Łącznie takich spotkań zaliczył 9 w barwach Bulls. Głównie jednak sprawdzał się jako rezerwowy, którego zadaniem jest zdobywanie punktów. W 61 meczach dla Bulls notował średnio 14,9 punktu, do tego dokładał 2,1 zbiórki i 5,0 asysty na mecz. Trafiał przy tym 41,9% rzutów z gry i 41,1% rzutów za 3 punkty. Na koniec sezonu, nie licząc Derricka Rose’a, był najlepszym strzelcem zespołu. Zajął też drugie miejsce pod względem asyst, tylko za Joakimem Noah. 30 marca w meczu z Boston Celtics rzucił 33 punkty, co jest jego rekordem kariery, prowadząc Bulls do zwycięstwa.

### Detroit Pistons (2014–2016)
15 lipca 2014 podpisał dwuletni kontrakt z Detroit Pistons.

### Oklahoma City Thunder (2015–2016)
19 lutego 2015 został oddany w wymianie między trzema klubami do Oklahoma City Thunder.

### Denver Nuggets (od 2016)
18 lutego 2016 wraz z Steve’em Novakiem i dwoma wyborami w drugiej rundzie draftu trafił do Denver Nuggets w zamian za Randy'ego Foye.

### Orlando Magic
7 lipca 2016 podpisał 4-letni kontrakt, wart 29 milion dolarów z Orlando Magic.
28 listopada 2020 zawarł umowę z Milwaukee Bucks.
19 marca 2021 trafił w wyniku wymiany do Houston Rockets. 11 lutego 2022 został zwolniony. 1 marca 2022 dołączył do Los Angeles Lakers.

## Osiągnięcia
Stan na 16 października 2023, na podstawie, o ile nie zaznaczono inaczej.
NCAA
- Uczestnik rozgrywek:
  - Elite Eight turnieju NCAA (2008)
  - rundy 32 turnieju NCAA (2007, 2008)
- Mistrz sezonu regularnego konferencji Big 12 (2008)
- Laureat Bob Cousy Award (2008)[27]
- MVP turnieju Legends Classic (2008)
- Zaliczony do:
  - I składu:
    - All-American (2008)
    - Big 12 (2008)
    - turnieju:
      - Big 12 (2008)
      - Legends Classic (2008)

    - debiutantów Big 12 (2007)
    - pierwszoroczniaków Big 12 (2007)

  - II składu Big 12 (2007)

NBA
- Zaliczony do II składu debiutantów NBA (2009)[28]

## Statystyki w NBA
Na podstawie D.J. Augustin Statistics. Basketball-Reference.com. [dostęp 2014-09-08]. (ang.).

Stan na koniec sezonu 2019/20

### Sezon regularny
| Sezon   | Drużyna       | M   | S5  | MPG  | FG%   | 3P%   | FT%   | RPG | APG | SPG | BPG | PPG  |
| ------- | ------------- | --- | --- | ---- | ----- | ----- | ----- | --- | --- | --- | --- | ---- |
| 2008/09 | Charlotte     | 72  | 12  | 26,5 | 43,0% | 43,9% | 89,3% | 1,8 | 3,5 | 0,6 | 0,0 | 11,8 |
| 2009/10 | Charlotte     | 80  | 2   | 18,4 | 38,6% | 39,3% | 77,9% | 1,2 | 2,4 | 0,6 | 0,1 | 6,4  |
| 2010/11 | Charlotte     | 82  | 82  | 33,6 | 41,6% | 33,3% | 90,6% | 2,7 | 6,1 | 0,7 | 0,0 | 14,4 |
| 2011/12 | Charlotte     | 48  | 46  | 29,3 | 37,6% | 34,1% | 87,5% | 2,3 | 6,4 | 0,8 | 0,0 | 11,1 |
| 2012/13 | Indiana       | 76  | 5   | 16,1 | 35,0% | 35,3% | 83,8% | 1,2 | 2,2 | 0,4 | 0,0 | 4,7  |
| 2013/14 | Toronto       | 10  | 0   | 8,2  | 29,2% | 9,1%  | 100%  | 0,4 | 1,0 | 0,1 | 0,0 | 2,1  |
| 2013/14 | Chicago       | 61  | 9   | 30,4 | 41,9% | 41,1% | 88,2% | 2,1 | 5,0 | 0,9 | 0,0 | 14,9 |
| 2014/15 | Detroit       | 54  | 13  | 23,8 | 41,0% | 32,7% | 87,0% | 1,9 | 4,9 | 0,6 | 0,0 | 10,6 |
| 2014/15 | Oklahoma City | 28  | 1   | 24,2 | 37,1% | 35,4% | 86,1% | 2,2 | 3,1 | 0,6 | 0,0 | 7,3  |
| 2015/16 | Oklahoma City | 34  | 0   | 15,3 | 38,0% | 39,3% | 76,5% | 1,3 | 1,9 | 0,4 | 0,1 | 4,2  |
| 2015/16 | Denver        | 28  | 0   | 23,5 | 44,5% | 41,1% | 81,9% | 1,9 | 4,7 | 0,9 | 0,1 | 11,6 |
| 2016/17 | Orlando       | 78  | 20  | 19,7 | 37,7% | 34,7% | 81,4% | 1,5 | 2,7 | 0,4 | 0,0 | 7,9  |
| 2017/18 | Orlando       | 75  | 36  | 23,5 | 45,2% | 41,9% | 86,8% | 2,1 | 3,8 | 0,7 | 0,0 | 10,2 |
| 2018/19 | Orlando       | 81  | 81  | 28,0 | 47,0% | 42,1% | 86,6% | 2,5 | 5,3 | 0,6 | 0,0 | 11,7 |
| 2019/20 | Orlando       | 57  | 13  | 24,9 | 39,9% | 34,8% | 89,0% | 2,1 | 4,6 | 0,6 | 0,0 | 10,5 |
| Razem   |               | 864 | 320 | 24,1 | 41,2% | 37,9% | 86,5% | 1,9 | 4,0 | 0,6 | 0,0 | 9,9  |

### Play-offy
| Sezon | Drużyna   | M  | S5 | MPG  | FG%   | 3P%   | FT%   | RPG | APG | SPG | BPG | PPG  |
| ----- | --------- | -- | -- | ---- | ----- | ----- | ----- | --- | --- | --- | --- | ---- |
| 2010  | Charlotte | 4  | 0  | 18,3 | 29,4% | 33,3% | 83,3% | 1,0 | 1,8 | 0,3 | 0,3 | 4,3  |
| 2013  | Indiana   | 19 | 1  | 16,6 | 38,0% | 39,6% | 80,6% | 0,8 | 0,7 | 0,4 | 0,0 | 5,2  |
| 2014  | Chicago   | 5  | 0  | 28,2 | 29,2% | 26,9% | 89,5% | 1,6 | 4,8 | 0,6 | 0,0 | 13,2 |
| 2019  | Orlando   | 5  | 5  | 28,2 | 48,8% | 47,6% | 87,5% | 1,6 | 3,8 | 0,4 | 0,2 | 12,8 |
| 2020  | Orlando   | 5  | 0  | 25,6 | 39,1% | 47,1% | 95,7% | 2,0 | 6,0 | 0,2 | 0,0 | 13,2 |
| Razem |           | 38 | 6  | 21,0 | 36,8% | 39,0% | 87,4% | 1,2 | 2,4 | 0,4 | 0,1 | 8,2  |